# 斯图尔特·阿特维尔
斯图尔特·阿特维尔（英語：Stuart Attwell，1982年10月6日—）是一名英格蘭足球球證，出生於沃里克郡納尼頓（Nuneaton)
，於2008年以25歲之齡執法英格蘭超級足球聯賽，成為最年輕的英超裁判此外，他的生涯中充满了多次重大误判与判罚尺度不一的问题。一直为球迷所诟病。

## 生涯
阿特维尔少年時已在「NIC紐尼頓周日聯賽」（NIC Nuneaton Sunday League）中執法，其後逐步提升到中部混合聯賽（Midland Combination）、南部聯賽（Southern League ）及英格蘭足球協會聯賽（Nationwide Conference）。阿特维尔在2007/08球季季初成為9名獲提升加入英格蘭足球聯賽執法的球證之一，於2007年8月11日首次主吹由對的一場乙級聯賽。由於一連串良好的表現，迅速獲派執法冠軍聯賽的比賽，包括對及對等。
2008年5月19日阿特维尔獲委派擔任於5月26日在溫布萊球場舉行的乙級聯賽升級附加賽，由罗奇代尔對的決賽的球證。
阿特维尔被包括在2008/09年球季英超侯選球證名單內。2008年6月25日獲正式提升為頂級英超球證，期間只有一年執法英格蘭足球聯賽的經驗，以25歲之齡成為歷來英超最年輕的球證，打破在2004年所創29歲的紀錄。他首場執法的英超賽事是8月23日布莱克本流浪者對赫尔城賽事，以1-1完場。9月20日雷丁對沃特福德的比賽，他和助理裁判尼格尔·班尼斯特（Nigel Bannister）犯下嚴重錯誤。沃特福德球員约翰·尤斯塔斯防守角球時把球踢出底線，之後雷丁的诺尔·亨特把球踢回，班尼斯特舉旗示意進球有效，但球並沒有進入球門線，且離球門4碼位置出界，應判雷丁角球。比賽最終以2-2完場，鬼球事件使阿特维尔和班尼斯特在下一比賽週暫停職務。
11月2日，阿特维尔執法了德比郡對诺丁汉森林的東密德蘭德比，比賽雖以1-1完結，但德比郡在臨完場前的兩次進球都被阿特维尔宣判無效，他本人亦在比賽中亮出8張黃牌和1張直紅牌給。德比郡教練在賽後直斥阿特维尔「失控」及被打劫了。媒體大肆批評阿特维尔的表現，使他需與裁判委员会主席基思·哈克特會面並在下輪比賽中降職。數天後，祖維爾表示有足總聯絡他，說的進球應判有效。
2010年9月25日利物浦對桑德兰，阿特维尔宣判一個爭議性的入球有效。桑德兰在後場開出自由球，把球回傳給，前者相信當時仍是死球。偷了球並傳給射進空門。阿特维尔與助理裁判商議一論後，宣佈進球有效。桑德兰教練斥此判決是一個笑話，但职业赛事球证局為阿特维尔辨護，指他做了一個正确判決。
2011年12月博尔顿對熱刺的賽事，加利·卡希爾在離半場線10碼處侵犯了熱刺中場，阿特维尔認為這次犯規使熱刺錯失一次良好進球機會，向卡希爾亮出紅牌。博尔顿教練感到困惑，而熱刺教練表示對紅牌感到驚訝，認為離進球機會還很遠。博尔顿主席指該判決簡直是恥辱，球會會為紅牌上訴，而足總亦宣佈上訴得直，不用停賽。
2012年2月，由於阿特维尔多次嚴錯失誤，使他在英超執法裁判中被除名，需降級執法較低組別聯賽賽事。但2014年10月29日，他獲確認回歸到英超賽場，執法11月1日莱斯特城對西布朗維奇比賽。
2022年1月1日，阿特威爾在阿仙奴和曼城的比賽中做出的決定面臨爭議。
2022年5月3日在诺丁汉森林与伯恩茅斯的比赛中多次误判，多次做出不利于诺丁汉森林的判罚。

## 生涯統計

### 英格蘭
| 球季    | 賽事 | 總計 | 場均 | 總計 | 場均 |
| ------- | ---- | ---- | ---- | ---- | ---- |
| 2007–08 | 32   | 52   | 1.62 | 9    | 0.28 |
| 2008–09 | 30   | 94   | 3.13 | 8    | 0.26 |
| 2009–10 | 26   | 95   | 3.65 | 4    | 0.15 |
| 2010–11 | 25   | 79   | 3.16 | 2    | 0.08 |
| 2011–12 | 32   | 102  | 3.19 | 6    | 0.19 |
| 2012–13 | 44   | 129  | 2.93 | 3    | 0.07 |
| 2013–14 | 36   | 108  | 3    | 9    | 0.25 |

統計資料包括所有國內比賽、歐洲賽及國際賽。沒有2007/08球季前資料

### 日本
| 球季 | 賽事 | 總計 | 場均 | 總計 | 場均 |
| ---- | ---- | ---- | ---- | ---- | ---- |
| 2010 | 2    | 18   | 9.00 | 0    | 0.00 |